# Accessio
Accessio (łac. „przyłączenie”, „akcesja”, „rzecz przyłączona”) – w prawie rzymskim jeden ze sposobów pierwotnego nabycia własności.
Na rzeczy dotychczas samodzielnej, własność można było nabyć jako na rzeczy ubocznej, jeżeli została ona przyłączona do rzeczy głównej w sposób trwały, stając się z gospodarczego punktu widzenia jej częścią składową. Jako część składowa stawała się własnością właściciela rzeczy głównej, chociażby przed przyłączeniem była cudzą własnością. Następowało to w myśl zasady accessio cedit principali (przyrost przypada temu, co główne).
Rozróżniano:
- przyłączenie nieruchomości do nieruchomości,
- przyłączenie rzeczy ruchomej do nieruchomości,
- przyłączenie rzeczy ruchomej do innej rzeczy ruchomej.

## Akcesja nieruchomości do nieruchomości
Połączenie nieruchomości następowało pod wpływem działania sił przyrody. Były to najczęściej tzw. akcesje rzeczne.

### Alluvio
Przymulisko (alluvio) następowało, gdy rzeka publiczna powiększała czyjś grunt nadbrzeżny poprzez powolny przyrost.

### Avulsio
Oderwisko (avulsio) następowało, gdy rzeka publiczna odrywała kawał gruntu w swym górnym biegu i przyłączała do czyjegoś gruntu położonego niżej. W tym wypadku własność nabywano dopiero z chwilą połączenia gruntów w sposób trwały (np. wskutek przerastania korzeni do gruntu nadbrzeżnego).

### Alveus derelictus
Jeżeli rzeka publiczna zmieniła swój bieg, opróżnione koryto rzeczne (alveus derelictus) przypadało właścicielom gruntów przybrzeżnych. Grunty rozgraniczano wówczas linią biegnącą przez środek koryta.

### Insula in flumine nata
Wyspę, która powstała na rzece publicznej (insula in flumine nata), dzielono między właścicieli gruntów przybrzeżnych wzdłuż linii biegnącej przez środek koryta – analogicznie jak opróżnione koryto rzeczne.

## Akcesja rzeczy ruchomej do nieruchomości
Cokolwiek zostało złączone w sposób trwały z gruntem, stawało się jego częścią składową, w myśl zasady superficies solo cedit.

### Implantatio
Implantacja następowała poprzez zasadzenie roślin lub drzew albo zasianie nasion. Właściciel gruntu stawał się właścicielem zasadzonych (zasianych) roślin, jeżeli zapuściły one w jego gruncie korzenie (przez co stawały się częścią składową gruntu).

### Inaedificatio
Budynek wzniesiony na cudzym gruncie stawał się jego częścią składową, jeżeli był z nim połączony trwale za pomocą fundamentów. Właścicielem takiego budynku był właściciel gruntu, zaś dotychczasowy właściciel materiałów tracił nad nimi własność (nie mógł się nawet domagać ich odłączenia za pomocą powództwa actio ad exhibendum). Jednakże właściciel materiałów, z których powstała budowla, odzyskiwał je, jeżeli np. następowała rozbiórka domu. Własność dawnego właściciela odżywała i w konsekwencji mógł on odzyskać materiały za pomocą powództwa rei vindicatio.

## Akcesja rzeczy ruchomych
Przyłączenie dwóch ruchomości następowało, jeżeli połączenie miało charakter trwały i powstawała jednolita całość. Wówczas nie można było odłączyć rzeczy ubocznej od rzeczy głównej bez zniszczenia całości. Mogło to nastąpić poprzez przyspawanie (ferruminatio) metalowej ręki do pomnika. Nabycie własności na rzeczy przyłączonej było wówczas definitywne.
Jeżeli rzecz można było łatwo rozpoznać i odłączyć od rzeczy głównej, np. jeżeli była tylko przylutowana (adplumbatio), wówczas własność właściciela rzeczy ubocznej była tylko zawieszona na czas połączenia jej z rzeczą główną. Właściciel rzeczy ubocznej mógł się domagać jej odłączenia powództwem actio ad exhibendum a następnie zwrotu powództwem rei vindicatio.